# Air Force Cross
Az Air Force Cross a második legmagasabb rangú kitüntetés, amelyet az amerikai légierőben szolgálók kaphatnak. Az Air Force Cross a légierős megfelelője a hadsereg Distinguished Service Cross és a haditengerészet illetve a tengerészgyalogság Navy Cross kitüntetéseinek.
Az Air Force Crosst olyan kiemelkedően hősies cselekedetekért adják, amelyekért Medal of Honor nem adható. Bárki kaphatja, aki bármilyen módon az amerikai légierő kötelékében szolgálva kiemelkedő bátorságról tett tanúbizonyságot az alábbi események egyike során:
- Az Egyesült Államok ellenségei elleni harcban vett részt;
- Ellenséges haderők elleni katonai bevetésben vett részt;
- Baráti országok fegyveres erői mellett vett részt egy olyan fegyveres konfliktusban, amelyben az Egyesült Államok hadviselő félként nem volt jelen.

Az Air Force Cross neve a hadsereg azonos rangú kitüntetéséhez hasonlóan eredetileg „Distinguished Service Cross (Air Force)” volt. A kitüntetés ötlete először 1947-ben került az előtérbe, miután a légierő önálló fegyvernemmé vált. A kitüntetés nevét 1960 júliusában Air Force Crossra változtatták. Az első kitüntetett Rudolph Anderson őrnagy volt, akit posztumusz jelleggel tüntettek ki a kubai rakétaválság során tanúsított helytállásáért. Rudolph őrnagy akkor veszítette életét, amikor Lockheed U–2 repülőgépét a kubai légelhárítás megsemmisítette.
Az Air Force Cross többszörös odaítélését tölgyfalevelekkel jelölik. Az érme hátoldalán a kitüntetett neve olvasható.

## Kitüntetettek
2006 decemberéig 191 esetben ítélték oda az Air Force Crosst. Az első kitüntetést a kubai rakétaválságban tanúsított hősiességért ítélték meg. Később a második világháborús részvételért visszamenőleges hatállyal két érmét ítéltek me. A vietnámi háborúval kapcsolatban 179 Air Force Crosst adtak át - a 180. kitüntetést később Medal of Honorrá javították fel. A Mayagüez-incidens eredményeként négy kitüntetést adtak át; az 1991-es Öbölháború során kettőt, az 1993-as szomáliai harcok eredményeként egyet ítéltek meg. A 2003-as afganisztáni háború Anakonda-hadműveletét követően két Air Force Crosst adtak át.